# Смерть Марії
Смерть Марії (італ. Morte della Vergine) — картина римського періоду творчості, котру створив італійський художник Мікеланджело да Караваджо протягом 1604—1606 років. 

## Богословські суперечки
Догмат про смерть святої Марії та її вознесіння на небо тривалий час не мав офіційно затвердженої Ватиканом форми. Справа не стільки в тому, що очільники католицизму не могли бути свідками історично віддаленої події та намагання певних груп довести власну відданість християнству.
Богословські суперечки тривали і в роки перебування у Римі самого Караваджо. Клірики розділились, бо одні стверджували, що мав місце факт смерті Богородиці, другі наполягали, що на небо Марію узяли живою.
Богословські суперечки не припинялися протягом століть і остаточно затвердили офіційну форму лише у 20 столітті.

## Замовлення вівтарного образу
Замовником вівтарного образу був адвокат Папи Римського Лаерцо Керубіні. Нова вівтарна картина призначалася для римської церкви кармелітів Санта Марія делла Скала у місцевості Трастевере. 
Караваджо було ніколи прислухатися до богословських суперечок, позаяк його захопила тема і можливість заробити непогані гроші. Він зупинився на варіанті «Смерть Марії», а не «Вознесінні».

## Опис вівтарного образу
Караваджо, що мало рахувався із настановами римського академізму початку 17 ст., створив велику вівтарну картину, орієнтуючись на почуття простих вірян і в стилістиці творів північноіталійських майстрів — без зайвих розкошів. Простонародні типи апостолів і оточення бідної хижки, де на думку художника і померла Богородиця, ніяк не збігалося з вимогами багатіїв, котрі волали піднесеного образу св. Марії як цариці небесної. В картині Караваджо не було ні артибутів цариці небесної, ні умовно історичного одягу, ні колористичних скарбів. Суворий лад вівтарного образу прикрашали хіба що щирі почуття постонародних апостолів та велика червона завіса, що домінувала у драматичній сцені оплакування померлої. 
Невдоволені замовники відхилили вівтарний образ роботи Караваджо, котрий розцінили як невідповідний і майже скандальний. Замовлення на новий образ для вівтаря отримав Карло Сарачені, що створив щось схоже на те, що від нього очікували.

## Історія побутування картини
Відкинуту роботу Караваджо натомість оцінили римські художники. Навіть деталі картини «Смерть Марії» були розтягнуті на художні цитати (особливо червона завіса, що додавала трагізму й так надмір драматичну сцену оплакування). Вівтар придбав для вельможного покупця (герцог Гонзага) фламандський художник Пітер Пауль Рубенс. Перед вивезенням картини з Рима посол герцога Джованні Маньї влаштував виставку однієї картини у власному помешканні. Але щоб не спровокувати агресії і скандалу, на дні виставки діяла сувора заборона на копіювання вівтарого образу. Дотично відблиск скандальної історії із роботою Караваджо відобразився й на роботі Карло Сарачені, що донині зберігається на почесному місці у римській церкві.
Вівтарна картина роботи Караваджо тривалий час прикрашала картинну галерею герцогів Мантуї. В 1627 році колекцію картин мантуанського герцога продали королю Англії Карлу І. 1649 року, після страти короля Англії,  його збірка живопису була продана урядом Англійської республіки для наповнення бюджету. Вівтарний образ потрапив до збірки колекціонера Жавака. 1671 року останній продав її до збірок короля Франції Людовика XIV.
Картина проіснувала без пошкоджень до Французької революції. Її націоналізували і згодом передали до колекцій новоствореного музею Лувр, де зберігають донині.

## Галерея фрагментів

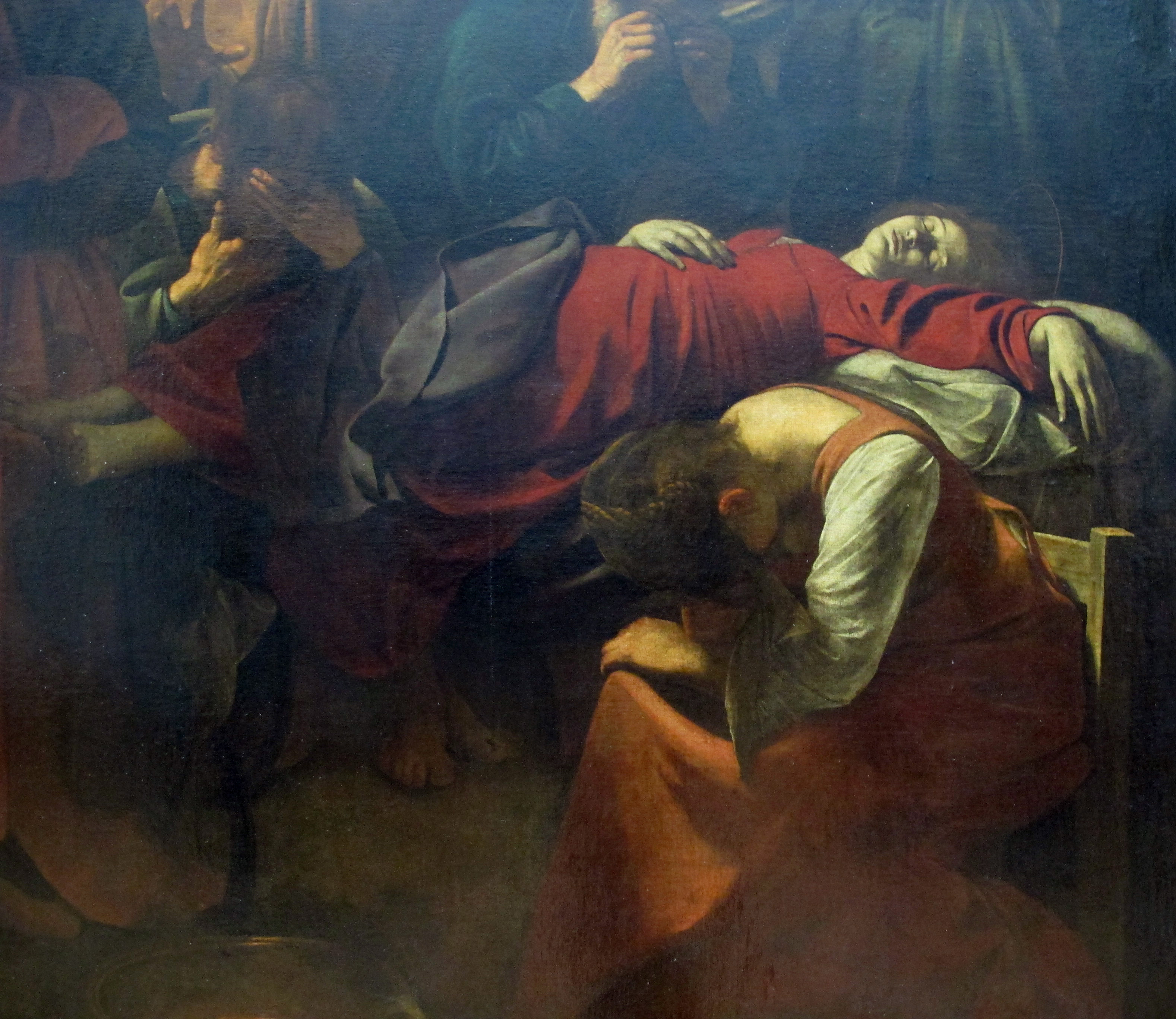
Караваджо. Скоботна Марія Магдалина біля тіла покійниці
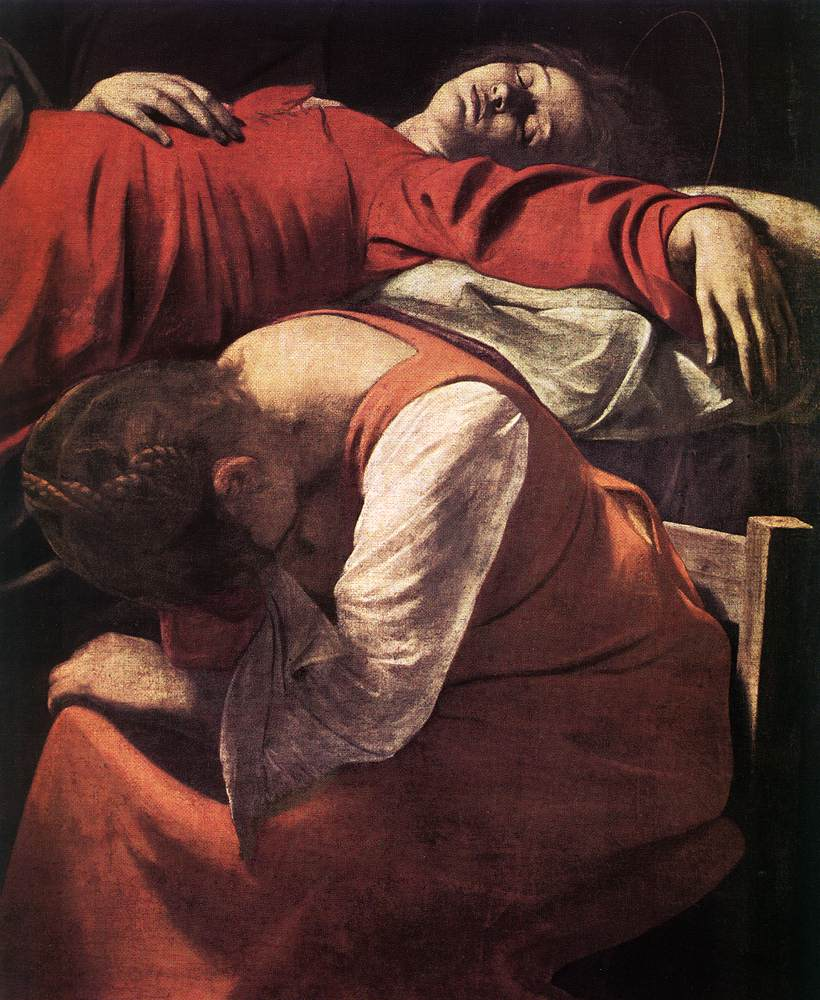
Караваджо. Діва Марія
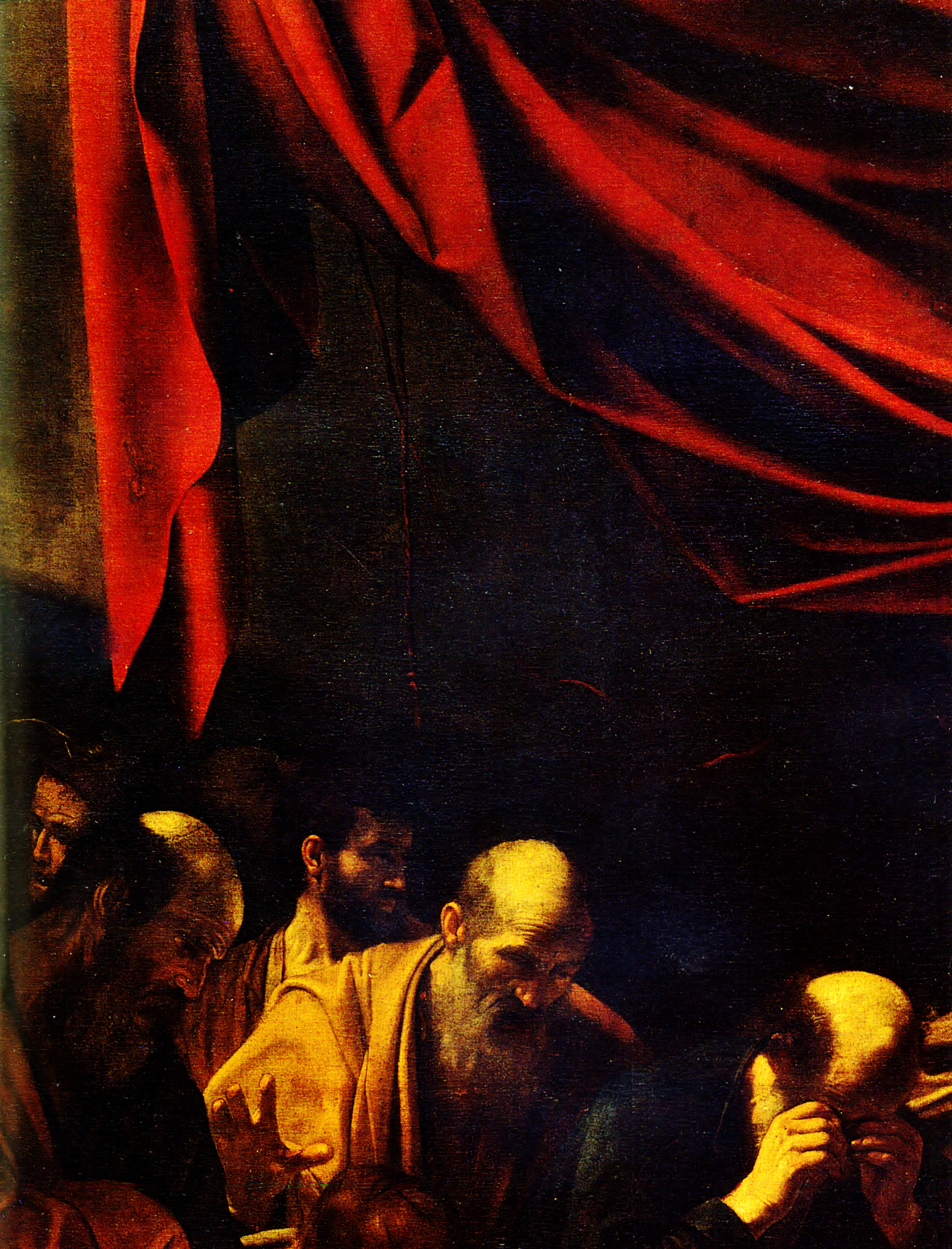
Караваджо. Фрагмент картини з червоною завісою
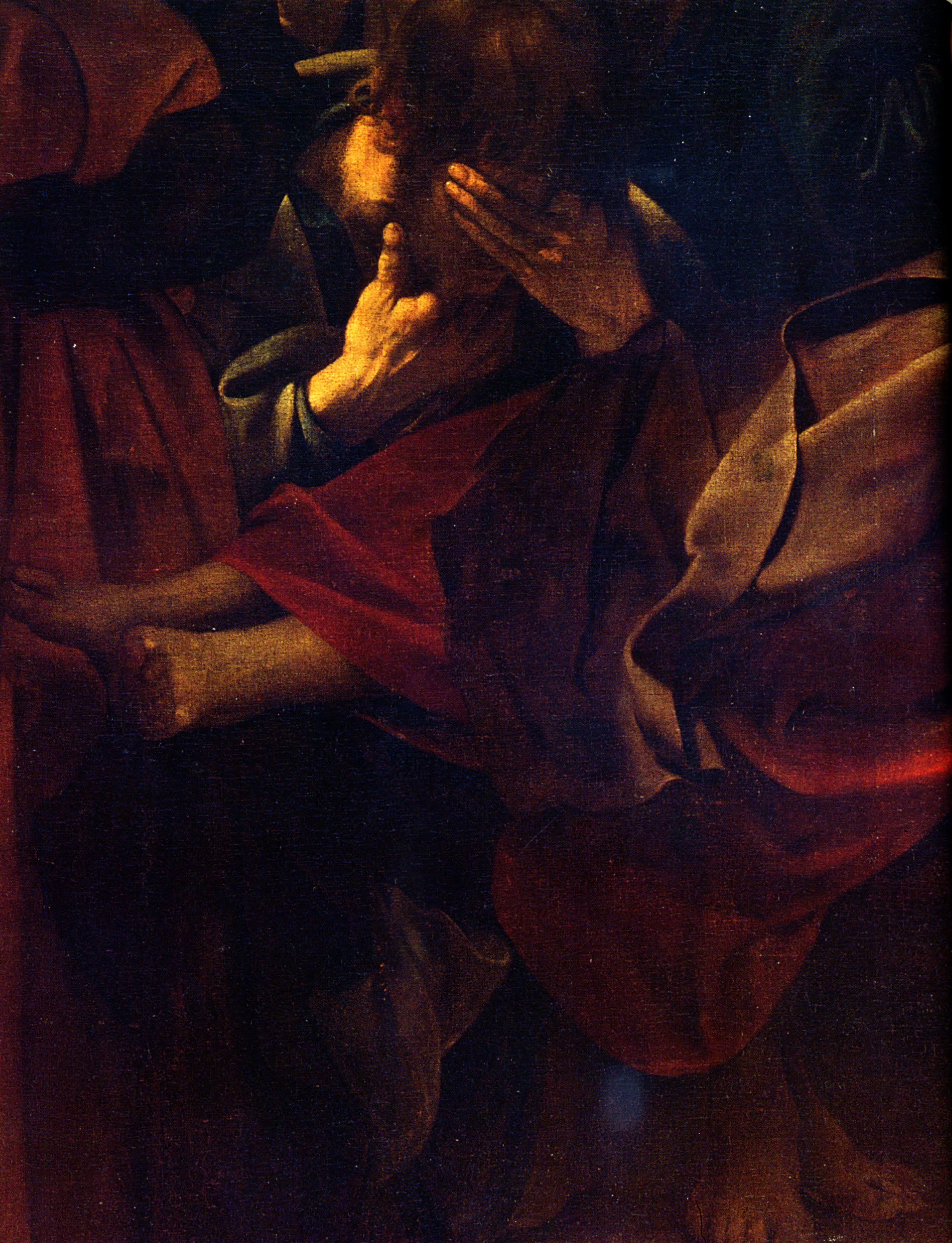
Караваджо. Відчай апостола